# 金甲山
金甲山（きんこうざん）は岡山県岡山市南区および玉野市に位置する山。標高403.4m。

## 概要
児島半島及び、玉野市の最高峰であり、展望台から南方向に瀬戸内海と四国の香川県を望むことができる。瀬戸内海国立公園第2種特別地域に指定されている。岡山県道399号金甲山線で山頂まで行ける。
かつては山頂に展望台のあるレストハウスがあったため、自家用車に路線バスや観光バスが頂上を行き交うドライブコースとしてにぎわい、駅伝大会も開催される県民に身近な観光スポットであった。
しかし、1988年の瀬戸大橋の開通で客足が減少し、1990年代頃から県道沿いには産業廃棄物処分場が作られたことでダンプカーが頻繁に往来し、夜には違法競走型暴走族が出没するような様相に変わっていった。あえて補修を行わないといった行政対応のため道路舗装は荒れるに任せ、快適に走行できる状態では無くなった。そして2001年にはレストハウスも閉鎖され、一般ドライバーがあまり寄り付かないなど往時の面影はなくなっていた。
2010年に両備グループ100周年記念事業として閉鎖されていたレストハウスの建物が改修・整備され、展望台が再度一般開放されるようになった。
冬場の空気が澄んでいる時期には大山を望むことが出来るほか、近年あべのハルカスを望むことが出来る本州最遠の場所として話題になった。
2018年西日本豪雨と台風により土砂崩れが起こり金甲山線（県道399号線）が全面通行止になっていたが、2021年3月27日に約2年半ぶりに通行止が解除された。夜は、近年では珍しくなった９０年代のような多くの車が夜景を見に集まっている。
2025年3月23日、山火事が発生した。広範囲に燃え広がり消防車両が出動した。

## 名前の由来
山の名前は、坂上田村麻呂が由加山の妖鬼（阿久良王）退治に向かう際に、戦勝を祈願して金の甲（甲は鎧のことを指す）を奉納したという伝説からきている。また、神の峰（こうのみね）とも呼ばれており、山頂にレストハウスが出来るまでは、磐座や、国生み神話に出てくる児島の神である、建日方別を祀る祠があった。現在は、北側の山麓にある国津神社と吉備津神社の岩山宮にも祀られている。

## 放送送信所
山頂には金甲山送信所および北讃岐中継局が設置されており岡山・香川両県の放送の中心となっている。
なお、金甲山送信所のテレビ放送は「岡山本局」扱いが原則であるが、西日本放送だけは「高松本局」として扱われている。しかし、山陽新聞と四国新聞の番組表では他局と同様「岡山局」扱いである。